# بيل فوستر (لاعب كرة قاعدة)
بيل فوستر (بالإنجليزية: Bill Foster)‏ هو لاعب كرة قاعدة أمريكي، ولد في 12 يونيو 1904 في كالفيرت في الولايات المتحدة، وتوفي في 16 سبتمبر 1978 في Lorman, Mississippi ‏ في الولايات المتحدة.

## روابط خارجية
- بيل فوستر على موقعبيزبول رفرنس.كوم (الدوري الرئيسي) (الإنجليزية)
- بيل فوستر على موقع قاعة مشاهير كرة القاعدة (الإنجليزية)